# シモツカル
シモツカルは、栃木放送で2014年12月から放送されている、平日午前中の生ワイド番組である。テーマはシモツけのくにのカルちゃーばんぐみ。放送は月曜 - 木曜の9:00 - 12:30。

## 放送時間
- 9:00～12:30(現在 14年12月～）

## パーソナリティー　2014.12～
- 月・火　鈴木景子
  - 月　立川志獅丸
  - 火　嶋均三（栃木県方言作家）
- 水・木　赤崎加林
  - 水　ギュウゾウ(電撃ネットワーク）
  - 木　関谷忠一